# 나폴리 첸트랄레역
나폴리 첸트랄레 역 (Napoli Centrale)은 나폴리 시와 이탈리아 남부의 주 철도역이며, 승객 이동 규모에서 해마다 5000만 명의 승객으로 이탈리아에서 6번째로 큰 역이다. 밀라노 구시가지 동쪽의 가리발디 광장 옆에 위치해 있다. 주요 철도 종착역이자 나폴리의 역이며, 트레니탈리아 국영 철도와 EAV가 운행된다. 그리고 '나폴리 가리발디 피아자 역' (Stazione di Napoli Piazza Garibaldi)이라 부르는 지하 구역이 있는데 나폴리 지하철 2호선 광역 열차가 운행된다.

## 역사
1866년 현재의 부지에 처음으로 역이 지어졌으며, 건축가 엔리코 알비노가 설계했다. 현재의 역은 1954년에 피에르 루이지 네르비, 카를로 코키아, 마시모 바탈리니, 브루노 제비, 줄리오 데 루카, 루이지 피치나토, 조세프 바카로가 낡은 철도역 부지에 설계했으며, 광장 감독은 주세페 가리발디가 역임했다. 이 계획은 1960년에 완료되었다. 현재 이 역은 재건축되는 중이다.

## 교통
나폴리 첸트랄레 역에는 25개의 승강장이 있다. 로마-나폴리 고속선을 달리는 고속 열차 뿐만 아니라 일반 로마-나폴리 선과 1927년 개통된 로마-포르미아-나폴리 디레티시마 선을 달리는 보통 속도의 열차로 로마와 연결된다. 살레르노와 이탈리아 남부로는 장거리 열차가 이용하는 기존의 나폴리-살레르노 선과 최근 개통된 나폴리-살레르노 고속선으로 연결된다.

## 철도 노선
나폴리 첸트랄레를 경유하는 노선은 다음과 같다. (미완성)
- 고속철도 (Frecciarossa) 토리노 - 밀라노 - 볼로냐 - 피렌체 - 로마 - 나폴리 - 살레르노
- 고속철도 (Frecciarossa) 베네치아 - 파두아 - 볼로냐 - 피렌체 - 로마 - 나폴리
- 고속철도 (Frecciargento) 로마 - 나폴리 - 살레르노 - 라메치아 테르메 - 레조 디 칼라브리아
- 고속철도 (Italo) 토리노 - 밀라노 - 볼로냐 - 피렌체 - 로마 - 나폴리 - 살레르노
- 고속철도 (Italo) 베네치아 - 파두아 - 볼로냐 - 피렌체 - 로마 - 나폴리 - 살레르노
- 인터시티 (InterCity) 로마 - 나폴리 - 살레르노 - 라메치아 테르메 - 메시나 - 팔레르모
- 인터시티 (InterCity) 로마 - 나폴리 - 살레르노 - 라메치아 테르메 - 메시나 - 시라쿠사
- 인터시티 (InterCity) 로마 - 나폴리 - 살레르노 - 라메치아 테르메 - 레조 디 칼라브리아
- 인터시티 (InterCity) 로마 - 나폴리 - 살레르노 - 타란토
- 인터시티 (InterCity) 토리노 - 제노바 - 라 스페치아 - 피사 - 리보르노 - 로마 - 나폴리 - 살레르노
- 인터시티 (InterCity) 리보르노 - 치비타베키아 - 로마 - 나폴리
- 야간 열차 (Intercity Notte) 로마 - 나폴리 - 메시나 - 시라쿠사
- 야간 열차 (Intercity Notte) 토리노 - 제노바 - 라 스페치아 - 피사 - 리보르노 - 로마 - 나폴리 - 살레르노
- 지역 철도 (Treno Regionale) 로마 - 포메치아 - 라티나 - 포르미아 - 민투르노 - 나폴리

| 트레니탈리아                              | 트레니탈리아    | 트레니탈리아                              |
| ----------------------------------------- | --------------- | ----------------------------------------- |
| 로마 테르미니 토리노 포르타 누오바 방면   | 프레차비앙카    | 살레르노 방면                             |
| 로마 테르미니 베네치아 산타 루시아 방면   | 프레차비앙카    | 시·종착역                                 |
| 로마 테르미니 방면                        | 프레차비앙카    | 살레르노 레조 디 칼라브리아 첸트랄레 방면 |
| 아베르사 로마 테르미니 방면               | 인터시티        | 살레르노 팔레르모 첸트랄레 방면           |
| 아베르사 로마 테르미니 방면               | 인터시티        | 살레르노 시라쿠사 방면                    |
| 아베르사 로마 테르미니 방면               | 인터시티        | 살레르노 레조 디 칼라브리아 첸트랄레 방면 |
| 아베르사 로마 테르미니 방면               | 인터시티        | 살레르노 타란토 방면                      |
| 아베르사 로마 테르미니 방면               | 인터시티        | 살레르노 방면                             |
| 아베르사 로마 테르미니 방면               | 인터시티        | 시·종착역                                 |
| 포르미아가에타 로마 테르미니 방면         | 인터시티 노테   | 빌라 산 조반니 시라쿠사 방면              |
| 아베르사 토리노 포르타 누오바 방면        | 인터시티 노테   | 살레르노 방면                             |
| 아베르사 로마 테르미니 방면               | 트레노 레조날레 | 시·종착역                                 |
| NTV                                       |                 |                                           |
| 로마 티부르티나 토리노 포르타 수사 방면   | 이탈로          | 살레르노 방면                             |
| 로마 테르미니 토리노 포르타 수사 방면     | 이탈로          | 살레르노 방면                             |
| 로마 티부르티나 베네치아 산타 루시아 방면 | 이탈로          | 살레르노 방면                             |

## 지하
철도 본선 역 아래에는 나폴리 지하철 2호선의 광역열차가 이용하는 빌라 리테르노-나폴리 잔투르코 선 지하역이 있다. 치르쿰베수비아나의 나폴리 피아자 가리발디 역 (Napoli Piazza Garibaldi) 근처로 환승도 있다.

## 같이 보기
- 이탈리아의 철도 역사
- 캄파니아 주의 철도역 목록
- 이탈리아의 철도역
- 나폴리 피아자 가리발디역